# Liste des cavités naturelles les plus profondes de Bolivie

Bolivie.

La liste des cavités naturelles les plus profondes de Bolivie recense sous la forme d'un tableau, les cavités souterraines naturelles connues, dont la dénivellation est supérieure ou égale à trente mètres.
La communauté spéléologique considère qu'une cavité souterraine naturelle n'existe vraiment qu'à partir du moment où elle est « inventée » c'est-à-dire découverte (ou redécouverte), inventoriée, topographiée et publiée. Bien sûr, la réalité physique d'une cavité naturelle est la plupart du temps bien antérieure à sa découverte par l'homme ; cependant tant qu'elle n'est pas explorée, mesurée et révélée, la cavité naturelle n'appartient pas au domaine de la connaissance partagée.
La liste spéléométrique des onze plus profondes cavités naturelles de la Bolivie (≥ 30 m) est  actualisée fin 2018.
La plus profonde cavité répertoriée en Bolivie dépasse les 100 m de dénivellation ; il s'agit de la Cueva de la Navidad (cf. ligne 1 du tableau ci-dessous).

## Cavités boliviennes de dénivellation supérieure ou égale à100 mètres
5 cavités sont recensées au 31-12-2018.
| Réf. | Cavité                         | Département | Province / Municipalité | Coordonnées (WGS 84)         | Déniv. (en mètres) | Dével. (en mètres) | Sources ou références | Mises à jour |
| ---- | ------------------------------ | ----------- | ----------------------- | ---------------------------- | ------------------ | ------------------ | --------------------- | ------------ |
| 1    | Cueva de la Navidad - Huayllas | Potosí      | Charcas / Torotoro      | 18° 08′ 20″ S, 65° 45′ 01″ O | +170, m            | +0375, m           | Cuevasdelperu.org     | 1999-00      |
| 2    | Caverna de Umajalanta          | Potosí      | Charcas / Torotoro      | 18° 06′ 52″ S, 65° 48′ 42″ O | +164, m            | +4 600, m          | Cuevasdelperu.org     | 1989-00      |
| 3    | Yarajq'Asa                     | Potosí      | Charcas / Torotoro      | 18° 08′ 07″ S, 65° 47′ 58″ O | +139, m            | +0251, m           | Cuevasdelperu.org     | 1998-00      |
| 4    | Sima de Yurajllustha           | Potosí      | Charcas / Torotoro      | 18° 07′ 54″ S, 65° 48′ 26″ O | +116, m            | +0225, m           | Cuevasdelperu.org     | 1997-00      |
| 5    | Cueva Cinco Entradas           | Potosí      | Charcas / Torotoro      | 18° 08′ 00″ S, 65° 48′ 29″ O | +115, m            | +0275, m           | Cuevasdelperu.org     | 1995-00      |

## Cavités boliviennes de dénivellation comprise entre30 mètreset100 mètres
6 cavités sont recensées au 31-12-2018.
| Réf. | Cavité                       | Département | Province / Municipalité | Coordonnées (WGS 84)         | Déniv. (en mètres) | Dével. (en mètres) | Sources ou références | Mises à jour |
| ---- | ---------------------------- | ----------- | ----------------------- | ---------------------------- | ------------------ | ------------------ | --------------------- | ------------ |
| 1    | Juraq Llust'A2               | Potosí      | Charcas / Torotoro      | 18° 07′ 54″ S, 65° 48′ 25″ O | +060, m            | +0171, m           | Cuevasdelperu.org     | 1989-00      |
| 2    | Gruta de San Pedro           | La Paz      | Larecaja / Sorata       | 15° 44′ 23″ S, 68° 41′ 50″ O | +049, m            | +0510, m           | Cuevasdelperu.org     | 1997-00      |
| 3    | Cueva de Chili Jusqu         | Potosí      | Charcas / Torotoro      | 18° 08′ 15″ S, 65° 45′ 17″ O | +037, m            | +0180, m           | Cuevasdelperu.org     | 1997-00      |
| 4    | Caverna de los Guacharos     | Cochabamba  | Arani / Tiraque         | 17° 03′ 48″ S, 65° 28′ 17″ O | +035, m            | +0280, m           | Cuevasdelperu.org     | 1989-00      |
| 5    | Resurgencia de Chiflonkhakha | Potosí      | Charcas / Torotoro      | 18° 07′ 20″ S, 65° 46′ 26″ O | +033, m            | +0720, m           | Cuevasdelperu.org     | 1997-00      |
| 6    | Gruta de Yaka Chili          | Potosí      | Charcas / Torotoro      | 18° 07′ 43″ S, 65° 44′ 10″ O | +033, m            | +0080, m           | Cuevasdelperu.org     | 2012-00      |